# Ahshislepelta
Ahshislepelta là một chi khủng long, được Burns & R. Sullivan mô tả khoa học năm 2011.